# Plantago komarovii
Plantago komarovii är en grobladsväxtart som beskrevs av Nikolai Vasilievich Pavlov. Plantago komarovii ingår i släktet kämpar, och familjen grobladsväxter. Inga underarter finns listade i Catalogue of Life.